# Токијска прича
„Токијска прича” (јап. 東京物語 Tōkyō Monogatari) је јапанска филмска драма у режији Јасуџироа Озуа из 1953. Главни протагонисти су остарели брачни пар Сукиши и Томи Хирајама (тумаче их Чишу Рју и Чиеко Хигашијама) који долазе из провинције у Токио у посету својој деци. Ипак деца им не посвећују довољно времена, те се родитељи осећају запостављеним. Једино њихова снаја Норико (тумачи је Сецуко Хара), удовица њиховог сина погинулог у рату, покушава да их забави и саслуша.
Филм припада зрелој фази Озуовог стваралаштва. Повезује се са филмовима „Касно пролеће” и „Рано лето” у такозвану „Норико трилогију”. Одликује се доследним коришћењем статичне камере и углавном ближих и средњих планова (осим када је удаљенији план функционалан за информацију о просторима), ненаметљивим монтажним повезивањем (осим на крају филма), смештањем тачке посматрања (камере) отприлике у висини очију човека који клечи на поду (односно на татамију), прегледном фотографијом и суптилном глумом. Сценариста филма Кого Нода је инспирацију за сценарио пронашао у холивудској мелодрами „Припреми се за будућност” из 1937. Филм је имао велику гледаност у Јапану, чему је и допринело бављење актуелном темом - распадом породице у послератном друштву. Нeколико година касније филм је дочекан и са великим ентузијазмом на западу. Данас се сматра једним од најбољих филмова свих времена и често се налази на листама најбољих остварења светске кинематографије.